# Liste des biens culturels d'importance nationale dans le canton de Schaffhouse

Blason du canton de Schaffhouse.

Cette liste présente les biens culturels d'importance nationale dans le canton de Schaffhouse. Cette liste correspond à l'édition 2009 de l'Inventaire Suisse des biens culturels d'importance nationale (Objets A) pour le canton de Schaffhouse. Il est trié par commune et inclus : 47 bâtiments séparés, 7 collections et 18 sites archéologiques.

## Inventaire
1. ↑  Légende des différents types de biens :
  - A : Archéologie
  - Arch : Archive
  - B : Bibliothèque
  - E : Objet unique
  - M : Musée
  - O : Objets multiples
  - S : Cas particulier